# Зигомицеты
Зигомико́та (лат. Zygomycota) — отдел грибов, объединяющий 10 порядков, 27 семейств, около 170 родов и более 1000 видов. Отличаются развитым ценоцитным мицелием непостоянной толщины, в котором септы образуются только для отделения репродуктивных органов.

## Систематика
Отдел Зигомикота считается парафилетической или полифилетической группой, точное систематическое положение входящих в него видов не установлено. Деление на классы не определено; отдел делят на 10 порядков, которые условно распределяют между 4 подотделами:
- Enthomophthoromycotina
  - Энтомофторовые (Entomophthorales)
- Kickxellomycotina
  - Аселлариевые (Asellariales)
  - Димаргаритовые (Dimargaritales)
  - Харпелловые (Harpellales)
  - Кикселловые (Kickxellales)
- Mucoromycotina
  - Эндогоновые (Endogonales)
  - Mortierellales
  - Мукоровые (Mucorales)
- Zoopagomycotina
  - Зоопаговые (Zoopagales)

Для трёх родов принадлежность к семействам и порядкам не определена:
- Densospora
- Nothadelphia
- Spirogyromyces

Ранее отдел разделяли на два класса Zygomycetes (собственно зигомицеты) и Trichomycetes (трихомицеты). Класс трихомицетов состоял из 4 порядков, впоследствии 2 из них (Аселлариевые и Харпелловые) были отнесены к подотделу Kickxellomycotina, а ещё два (Эккриновые (Eccrinales) и Амебидовые (Amoebidiales)) перенесены в царство простейших (Protozoa).
В 2007 году группой из 48 исследователей из США, Великобритании, Германии, Швеции, Китая и других стран предложена система грибов, из которой отдел Zygomycota исключён. Указанные выше подотделы рассматриваются как не имеющие определённого систематического положения в царстве Fungi.

## Жизненный цикл
Размножаются половым, собственно бесполым и вегетативным путём. Все стадии развития, кроме зиготы, гаплоидны.
Мицелий зигомицетов имеет два знака («+» и «−»). При контакте противоположных мицелиев (слиянии клеток на их концах — зигогамии), формируется зигота, после мейоза, дающая зачаточный мицелий со спорангием, в котором развиваются споры полового спороношения, дающие вегетативный мицелий разных знаков.
Для бесполого размножения на нём образуются спорангии или спорангиоли (многочисленные спорангии с 2—3 спорами), в которых развиваются споры бесполого спороношения, дающие новые вегетативные мицелии.
Вегетативно распространяются столонами — выбрасываемыми в воздушную среду длинными гифами, которые находят подходящий субстрат и выпускают ризоиды, давая начало новой колонии.

## Представители
Порядок Zoopagales включает в себя хищные грибы, обладающие клейкими гифами и ловчими кольцами и питающиеся простейшими, нематодами и мелкими личинками насекомых.

## Экология
Типичные почвенные грибы, многие образуют микоризу. В основном являются сапротрофами, хотя многие могут развиваться на живых ослабленных растениях в качестве паразитов, а Spinellus паразитирует на базидиомицетах. Порядок Entomophthorales — патогены насекомых, некоторые зигомицеты способны вызывать вторичные инфекции человека. Тропические роды могут вызывать гранулёматоз.

## Использование человеком
Используются как продуценты различных веществ, наиболее интенсивно — в Японии. Rhizopus stolonifer применяется для получения фумаровой кислоты, R. oryzae — спиртов, Blakeslea trispora — β-каротина, Phycomyces blakesleeanus и различные виды Rhizopus используются для получения медицинских препаратов.